# Санта Марија Мадалена (Болоња)
Санта Марија Мадалена (итал. Santa Maria Maddalena) је насеље у Италији у округу Болоња, региону Емилија-Ромања.
Према процени из 2011. у насељу је живело 288 становника. Насеље се налази на надморској висини од 450 м.